# Trzcianka (powiat sokólski)
Trzcianka – wieś w Polsce położona w województwie podlaskim, w powiecie sokólskim, w gminie Janów.
Wieś królewska ekonomii grodzieńskiej położona była w końcu XVIII wieku  w powiecie grodzieńskim województwa trockiego. W latach 1975–1998 miejscowość należała administracyjnie do województwa białostockiego.
Wierni kościoła rzymskokatolickiego należą do parafii Matki Bożej Częstochowskiej i św. Kazimierza w Majewie.

## Historia
W Trzciance zostało odkryte grodzisko z IX–X w. Prowadzone są prace archeologiczne, których wyniki wskazują, iż w owym czasie znajdował się tu prężnie funkcjonujący gród, zamieszkiwany najpewniej przez Słowian. Jak pokazują badania – pod koniec XI w. został on w nagłym i zmasowanym ataku zdobyty i spalony.